# Pirova zmaga
Pírova zmága je zmaga s pogubnimi posledicami za zmagovalca. Fraza je aluzija na epirskega kralja Pira, katerega vojska je utrpela nenadomestljive izgube, ko je premagal Rimljane med Pirovo vojno pri Herakleji leta 280 pr. n. št. in Askulu leto kasneje 279 pr. n. št. V obeh bitkah so imeli Rimljani več izgub kot Pir, vendar so imeli tudi več razpoložljivih mož.
Ta besedna figura je večinoma povezana z vojaško bitko. Sicer pa se izraz po analogiji uporablja na področjih, kot so: poslovanje, politika, pravo, književnost in šport, za opis podobnega boja, ki je uničujoč za zmagovalca.